# Função suave
Na análise matemática e topologia diferencial, as classes de diferenciabilidade são famílias de funções com certas propriedades quanto à sua continuidade e de suas derivadas.
A classe das funções suaves corresponde àquelas funções que possuem derivadas de todas as ordens.

## Definição para funções reais de uma variável
Seja {\displaystyle f:D\to \mathbb {R} } um função com domínio {\displaystyle D\subseteq \mathbb {R} }, então:
- {\displaystyle f} é dita ser de classe {\displaystyle C^{0}(D,\mathbb {R} )} se for uma função contínua.
- {\displaystyle f} é dita ser de classe {\displaystyle C^{1}(D,\mathbb {R} )} se sua primeira derivada for uma função contínua.
- {\displaystyle f} é dita ser de classe {\displaystyle C^{n}(D,\mathbb {R} )} se sua n-ésima derivada for uma função contínua.
- {\displaystyle f} é dita ser suave ou de classe {\displaystyle C^{\infty }(D,\mathbb {R} )} se for de classe {\displaystyle C^{n}(D,\mathbb {R} )} para todo {\displaystyle n}
- {\displaystyle f} é dita ser analítica ou de classe {\displaystyle C^{\omega }(D,\mathbb {R} )} se puder ser escrita como uma série de Taylor em uma vizinhança de cada ponto de seu domínio. Toda função analítica é suave.

## Definições para funções de várias variáveis
Seja {\displaystyle f:D\to \mathbb {R} ^{m}} um função com domínio {\displaystyle D\subseteq \mathbb {R} ^{n}}
- {\displaystyle f} é dita ser de classe {\displaystyle C^{0}(D,\mathbb {R} ^{n})} se for uma função contínua.
- {\displaystyle f} é dita ser de classe {\displaystyle C^{n}(D,\mathbb {R} ^{n})} se todas as suas derivadas parciais de ordem até {\displaystyle n} forem funções contínuas.
- {\displaystyle f} é dita ser suave ou de classe {\displaystyle C^{\infty }(D,\mathbb {R} ^{n})} se for de classe {\displaystyle C^{n}(D,\mathbb {R} ^{n})} para todo {\displaystyle n}

## Exemplos
A função
{\displaystyle f(x)={\begin{cases}x&{\mbox{se }}x\geq 0,\\0&{\mbox{se }}x<0\end{cases}}}

A função f(x)=x para x≥0 e 0 caso contrário.

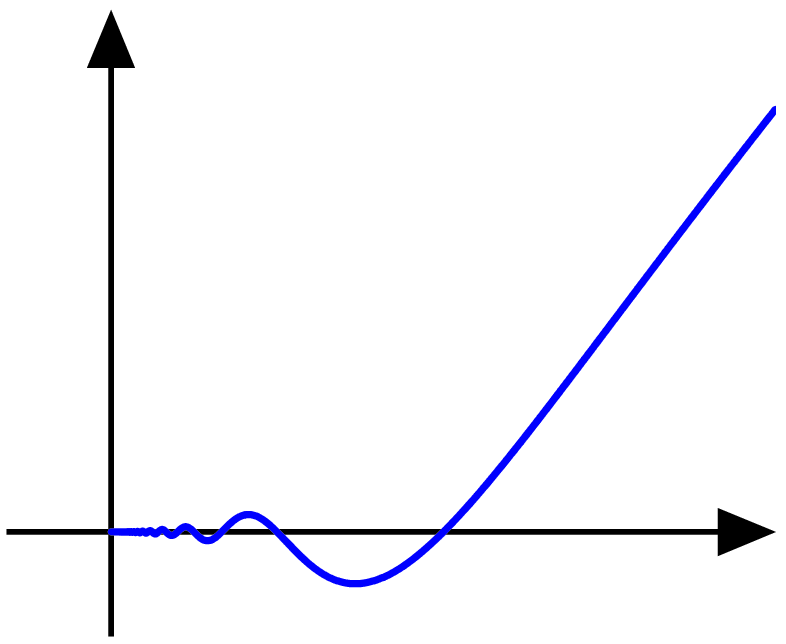
A função f(x)=x^{2} sin(1/x) para x>0.

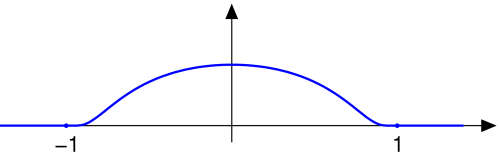
Um função suave não analítica.

é contínua, mas não é diferenciável, é portanto de classe {\displaystyle C^{0}} mas não de classe {\displaystyle C^{1}}.
A função
{\displaystyle f(x)={\begin{cases}x^{2}\sin {1/x}&{\mbox{se }}x\neq 0,\\0&{\mbox{se }}x=0\end{cases}}}
é diferenciável, com derivada
{\displaystyle f'(x)={\begin{cases}2x\sin {1/x}-\cos {1/x}&{\mbox{se }}x\neq 0,\\0&{\mbox{se }}x=0.\end{cases}}}
Como o limite de {\displaystyle \cos(1/x)} não existe quando {\displaystyle x} se aproxima de zero, {\displaystyle f'(x)} não é contínua na origem. Portanto, a função {\displaystyle f} é diferenciável mas não é de classe C1.
A função
{\displaystyle f(x)={\begin{cases}e^{-1/(1-x^{2})}&{\mbox{ se }}|x|<1,\\0&{\mbox{ caso contrario }}\end{cases}}}
é suave, e portanto de classe {\displaystyle C^{\infty }}, mas não é analítica, portanto não é de classe {\displaystyle C^{\omega }}. Ver artigo Exp(-1/x).
A função exponencial é analítica e, portanto, de classe {\displaystyle C^{\omega }}.